# هوجانز هيروز
هوجانز هيروز (بالإنجليزية: Hogan's Heroes)‏ هو مسلسل كوميدي تم إنتاجه في الولايات المتحدة. بدأ عرضه في سنة 1965 على سي بي إس. بلغ عدد مواسم المسلسل 6 مواسم، بلغ عدد حلقاته 168 حلقة، وتبلغ مدة الحلقة الواحدة 25 دقيقة. المسلسل من تأليف ألبرت رودي، تم بث المسلسل لأول مرة بتاريخ 17 سبتمبر 1965 بينما تم بث آخر حلقة منه بتاريخ 28 مارس 1971. من بطولة ريتشارد داوسون، إيفان ديكسون وكينيث واشنطن.

## روابط خارجية
- هوجانز هيروز على موقع IMDb (الإنجليزية)
- هوجانز هيروز على موقع ميتاكريتيك (الإنجليزية)
- هوجانز هيروز على موقع الموسوعة البريطانية (الإنجليزية)
- هوجانز هيروز على موقع روتن توميتوز (الإنجليزية)
- هوجانز هيروز على موقع أول موفي (الإنجليزية)
- هوجانز هيروز على موقع فيلمافينيتي (الإسبانية)
- هوجانز هيروز على موقع كينوبويسك (الروسية)
- هوجانز هيروز على موقع ألو سيني (الفرنسية)
- هوجانز هيروز على موقع قاعدة بيانات الفيلم (الإنجليزية)